# 9511 Klingsor
9511 Klingsor eller 5051 T-3 är en asteroid i huvudbältet som upptäcktes den 16 oktober 1977 av den nederländsk-amerikanske astronomen Tom Gehrels och det nederländska astronomparet Ingrid van Houten-Groeneveld och Cornelis Johannes van Houten vid Palomarobservatoriet. Den är uppkallad efter karaktären Klingsor, i operan Parsifal av Richard Wagner.
Den tillhör asteroidgruppen Gefion.